# Hello Kitty
Hello Kitty (ハローキティ HarōKiti?) es una marca y personaje ficticio producido por la compañía japonesa Sanrio y que ha sido durante mucho tiempo la más popular de esta compañía. Fue diseñada por Yuko Shimizu y el primer producto, se lanzó en Japón en 1974 y en los Estados Unidos en 1976. Tras el primer diseño realizado por Shimizu, Yuko Yamaguchi se convirtió en la diseñadora oficial de Hello Kitty y lleva más de veinte años diseñando todo tipo de productos, accesorios y complementos de Hello Kitty.

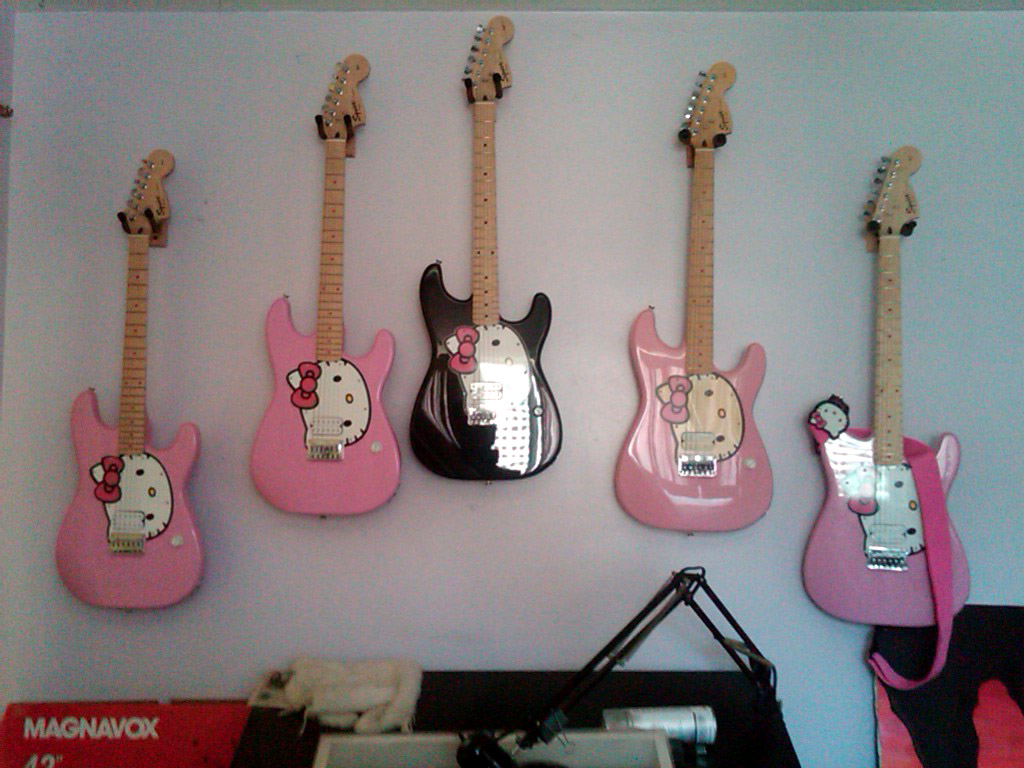
Guitarras de Hello Kitty.

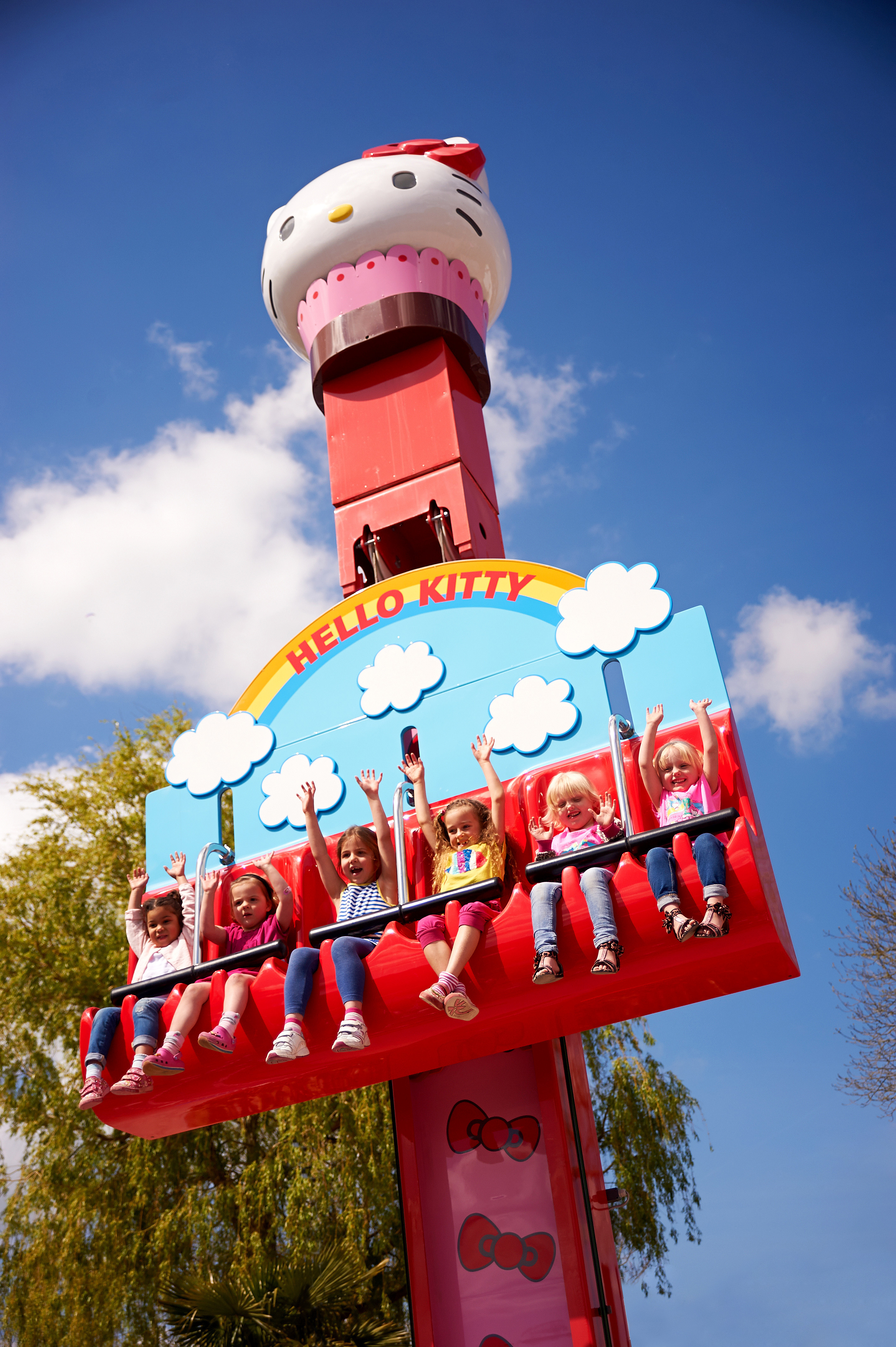
Hopper Ride en Hello Kitty Secret Garden en Drusillas Park

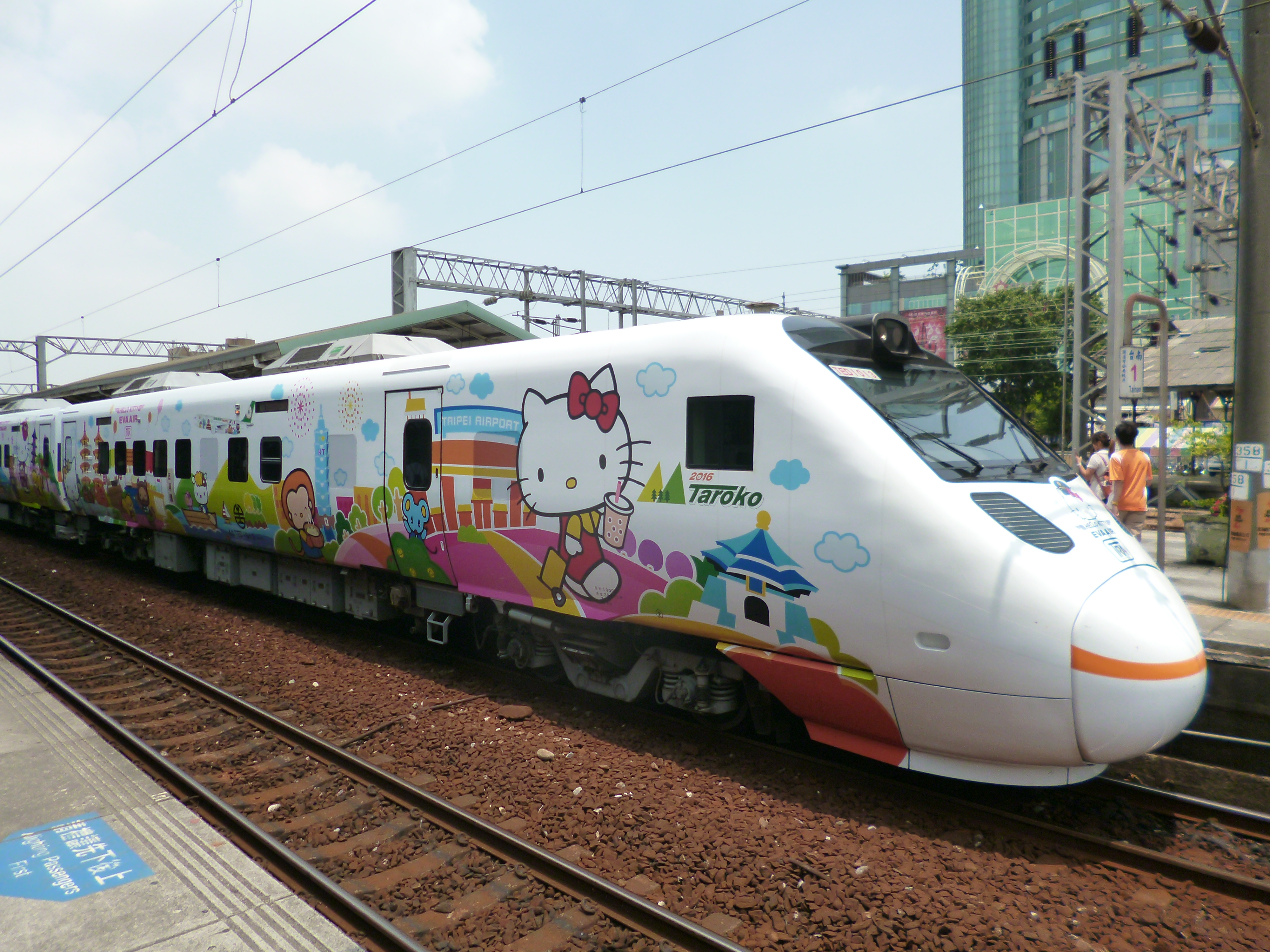
Hello Kitty Taroko

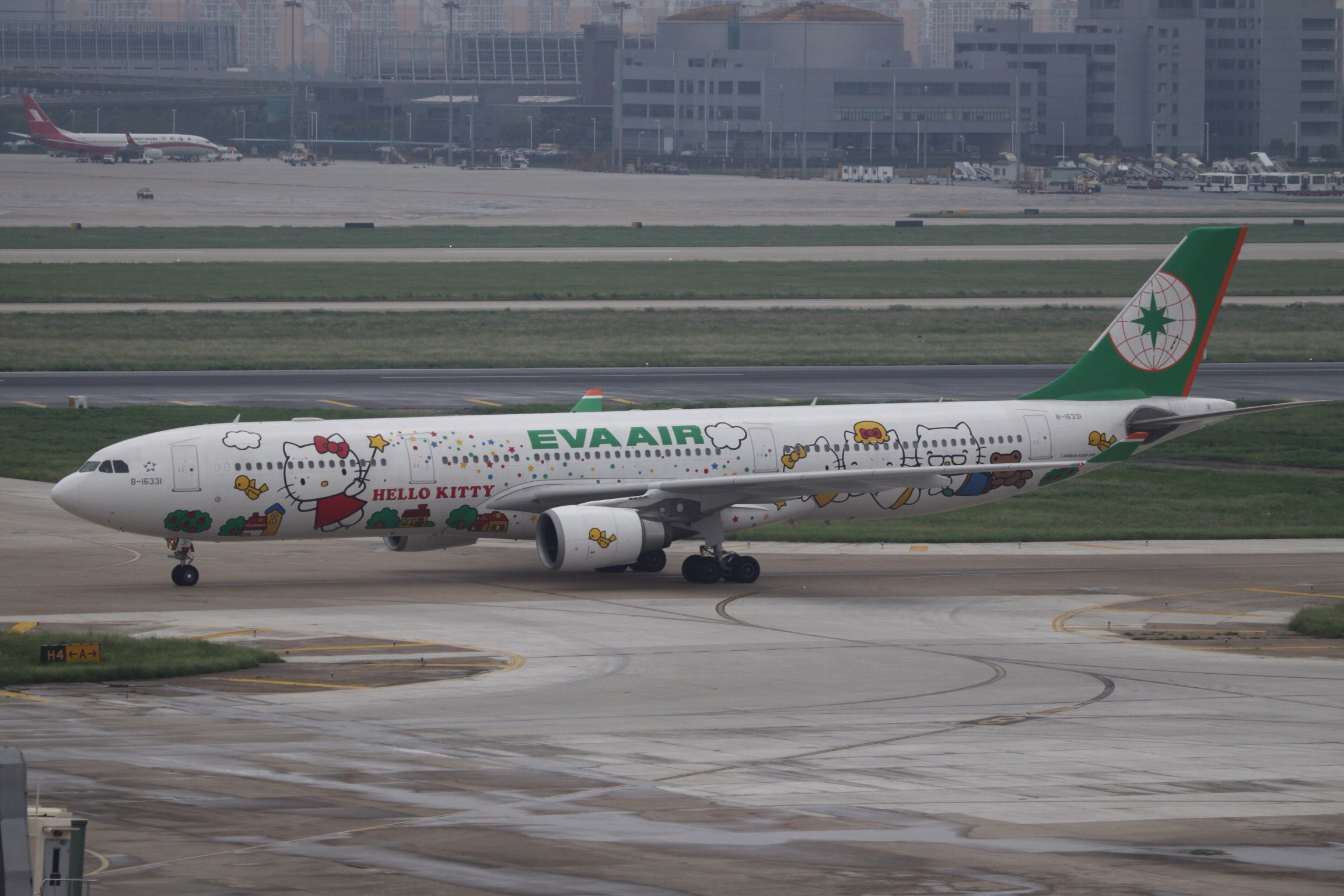
B-16331 Airbus A330 EVA AIR en los colores de Hello Kitty

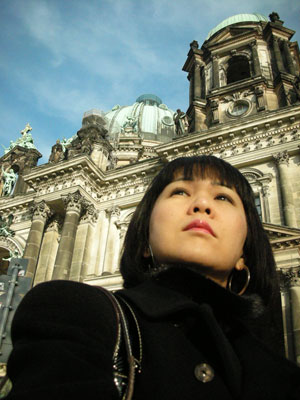
Yuko Shimizu, creadora de Hello Kitty.

El personaje es una niña criada en los suburbios de Londres, con un distintivo lazo rosa u otra decoración en su oreja izquierda. No tiene boca para que no exprese sentimientos y la persona que le vea refleje en ella su propio estado de ánimo. Aunque varios usuarios de internet han creado especulaciones e historias sobre esto, atribuyéndole cosas misteriosas o de terror, los famosos crepypastas. Según su historia de fondo, ella es una estudiante perpetua de 3.er grado que vive fuera de Londres. En 1976, obtuvo derechos de autor y actualmente es una marca conocida internacionalmente. La línea de Hello Kitty genera unos 250 millones de euros anuales por la venta de licencias. Existe un parque temático oficial propiedad de Sanrio, conocido como Sanrio Puroland.

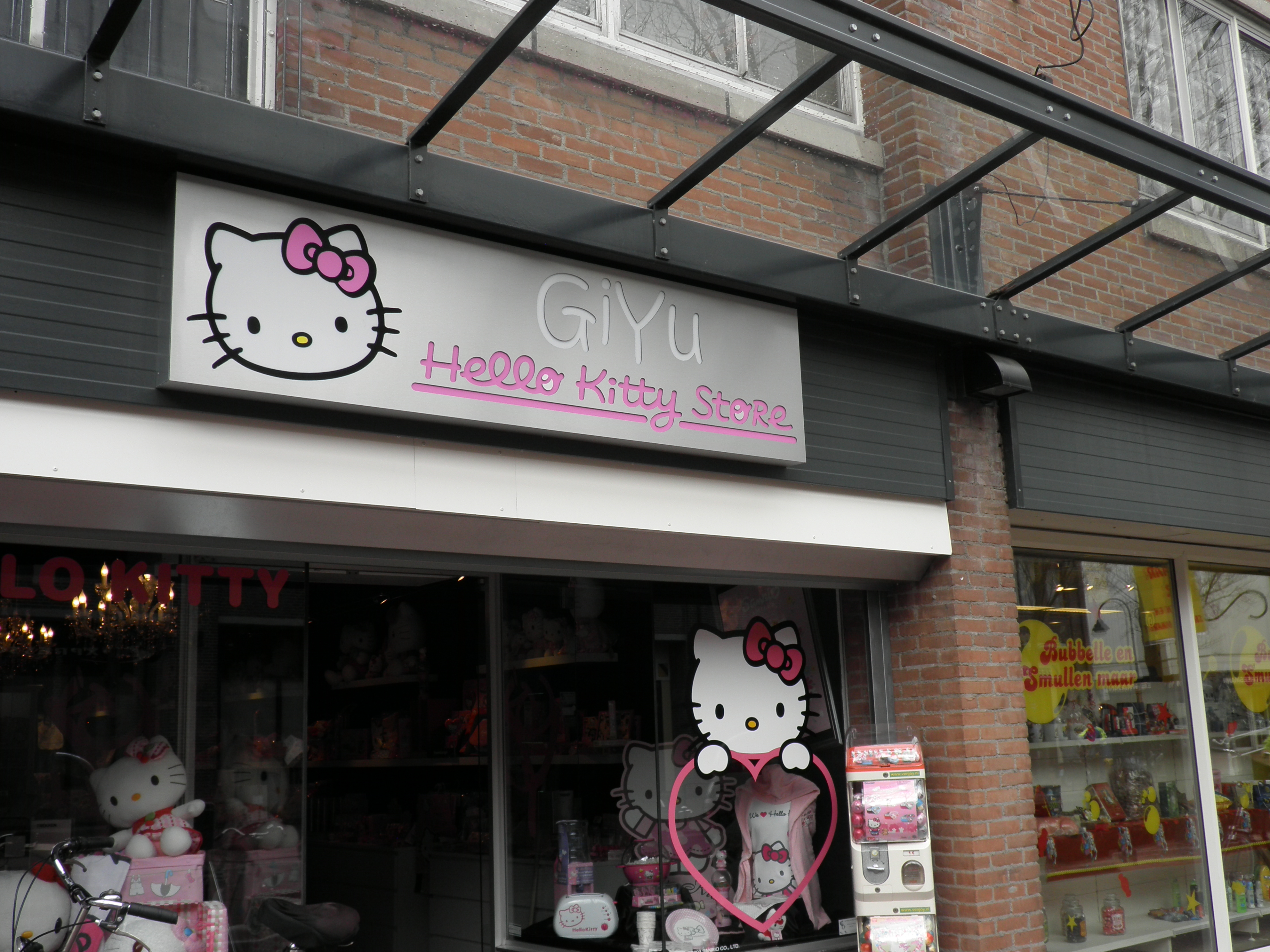
Tienda temática de Hello Kitty.

Hello Kitty se vendió inmediatamente después de la puesta en marcha de 1974, y las ventas de Sanrio aumentaron siete veces hasta 1978. Se publican regularmente nuevas series de Hello Kitty en diferentes diseños temáticos, siguiendo las tendencias actuales. Yuko Yamaguchi, la diseñadora principal de la mayor parte de la historia de Hello Kitty, ha dicho que se inspira en la moda y el cine para la creación de nuevos diseños. 
Según Sanrio, en 1999 Hello Kitty apareció en 12 000 productos anuales diferentes. En 2008, Hello Kitty fue responsable de reso que tuvo Sanrio y hubo más de 50 000 productos diferentes de la marca Hello Kitty en más de 60 países. A partir de 2007, siguiendo las tendencias de Japón.

## Diseño
En agosto de 2014 la revista Time entrevistó a la diseñadora Yuko Yamaguchi, quien explicó las razones de por qué el diseño carece de boca:

Es para que la gente que la mire pueda proyectar sus propios sentimientos en ella, ya que tiene una cara inexpresiva. Kitty parece feliz cuando la gente es feliz. Parece triste cuando ellos están tristes. Por esta razón psicológica nosotros pensamos que ella no debía estar ligada a una emoción y de ahí que no tenga boca.

En el anime y algunas películas animadas Hello Kitty tiene boca e incluso habla con una voz suave y de niña. Esto lo comprobamos en el programa de televisión Hello Kitty Paradise y Hello Kitty's Furry Tale Theater entre otros. Fuera de la animación nunca se le ha representado con boca, tal como la diseñó su creadora.

## Series
La primera serie animada conocida de Hello Kitty fue la estadounidense (coproducida con Japón) Hello Kitty's furry tale theater, estrenada alrededor de 1986. Esta serie, producida por Sanrio en cooperación con el ahora extinto DiC Entertainment, parodia los famosos cuentos de hadas de aquel momento. Se emitió en los Estados Unidos en The Family Channel. 
La serie japonesa de anime Hello Kitty and Friends (Hello Kitty y amigos) se emitió en TVbjuuug Tokyo en Japón, y en la CBS en los Estados Unidos en 1991. Se emitieron las reposiciones en Toon Disney. En la serie, Kitty es una pequeña niña viviendo con su padres, Mary y George White, y su hermana gemela Mimmy, que es idéntica a Kitty pero su ropa tiene distintos colores y lleva el lazo en la otra oreja. Se produjeron 13 episodios.
En la televisión japonesa, Hello Kitty (y sus amigos) protagonizaron una serie de anime. Hello Kitty's Paradise (Paraíso de Hello Kitty) contó con 16 episodios retransmitidos entre 1993 y 1994. Esta versión se repuso en inglés en el año 2000, junto con Hello Kitty and Friends.
Hello Kitty y sus amigos también aparecen en Hello Kitty's Animation Theatre. Disponible en Estados Unidos de mano de ADV Films.
Hello Kitty apareció en una nueva serie japonesa de plastilina-animada llamada Hello Kitty's Stump Village en 2005. En la Expo de Anime de 2006, Geneon Entertainment anunció que Hello Kitty's Stump Village tenía permiso para salir al mercado en Estados Unidos. El Volumen 1 salió a la venta en octubre de ese año y el Volumen 2 en enero de 2008. Después de que Geneon se retirara del mercado estadounidense a finales del 2009, se cedió la licencia a FUNimation Entertainment, quien continúa vendiendo en Norteamérica.
Hello Kitty aparece por primera vez en una animación 3D en The Adventures of Hello Kitty & Friends desarrollada por Sanrio Digital.
Hello Kitty and Friends Supercute Adventures fue la última serie de Hello Kitty en salir. Salió el 26 de octubre del 2020 desarrollada por Sanrio.

### Perfil oficial
Para las series se ha creado la siguiente biografía de Hello Kitty:
- Cumpleaños: 1 de noviembre de 1974
- Grupo sanguíneo: A
- Lugar de nacimiento: Londres
- Comida favorita: Tarta de manzana hecha por su madre Mary Kitty
- Estatura: 5 manzanas (Aprox. 40cm/15in)
- Peso: 3 manzanas (Aprox. 630g/1,3lbs)
- Palabra favorita: Amistad
- Colecciona: Cosas pequeñas y bonitas como caramelos, estrellas y peces de colores
- Asignaturas favoritas: Inglés, Música y Arte

## Videojuegos
Se han producido numerosos juegos de Hello Kitty desde el estreno del primer título para NES en 1992, sin embargo la mayoría de estos juegos no se han lanzado fuera de Japón. Hello Kitty ha aparecido haciendo cameos en juegos de la compañía Sanrio, como en Keroppi, Kero Kero Keroppi no Bōken Nikki: Nemureru Mori no Keroleen. Ediciones especiales de consolas como Hello Kitty Dreamcast, Hello Kitty Game Boy Pocket, y Hello Kitty Crystal Edition Xbox se han comercializado exclusivamente para Japón. 
Ejemplos de juegos de Hello Kitty incluyen:
- Hello Kitty no Hanabatake (1992, NES) - un juego de plataformas.
- Hello Kitty World (1992, Famicom) - un clon de Balloon Fight realizado en cooperación con Nintendo y Dentsu, formados como Mario Co. Ltd.
- Hello Kitty's Big Fun Piano (1994, PC) - simulación de piano.[11]
- Hello Kitty's in the search for Laura Lemon' (1998, Game Boy Color) - un juego de simulación de vida/minijuego colección.
- DDR Hello Kitty (1999, Bemani Pocket) - la versión para manos del juego Dance Dance Revolution.
- Hello Kitty Simple 1500 serie (PlayStation) - una serie especial de juegos de bajo coste.
- Hello Kitty: Happy Party Pals (2005, Game Boy Advance) - un juego de acción/aventura.
- Hello Kitty: Roller Rescue (2005, Xbox, GameCube, PlayStation 2) - un juego de acción/aventura.
- Mainichi Suteki! Hello Kitty no Life Kit (2007, Nintendo DS) - puzle.
- Hello Kitty Simple 2000 serie (2007, PlayStation 2) - una serie especial de juegos de bajo coste.
- Hello Kitty: Big City Dreams (2008, Nintendo DS) - un juego de aventuras lanzado por Empire Interactive y desarrollado por Sanrio Digital. En el juego, Hello Kitty se muda a la Gran Ciudad donde conoce otros personajes de Sanrio además de hacer nuevos amigos.[12]
- Hello Kitty Online - el próximo tema en línea de Sanrio MMORPG desarrollado por Sanrio Digital y Typhoon Games. Actualmente en fase beta, el juego permite a los jugadores crear y personalizar sus personajes y usarlos para combatir contra monstruos, interaccionar entre ellos, hacer trabajos domésticos como cultivar o cocinar y participar en búsquedas. Entre los primeros jugadores en probarlo se encuentran jugadores del World of Warcraft.[13]
- Hello Kitty Hug Me - Sera lanzado próximamente para Nintendo DS
- Hello Kitty Kruisers (Wii U)

## Productos
Entre los productos de Hello Kitty pueden encontrarse desde material escolar hasta accesorios de moda o joyería. 
Hello Kitty tiene su propio álbum de música, Hello World, con canciones inspiradas por Hello Kitty e interpretadas por artistas como Keke Palmer o Cori Yarckin.
En 2007 Sanrio adaptó la imagen de Hello Kitty para atraer al público masculino. En la cabeza de la gata aparecía escrito 'Hello Kitty' manteniendo el perfil del felino y variando el color de su lazo de rosa a azul.
Originalmente dirigido al mercado femenino preadolescente, el rango de productos se ha expandido a muñecas, pegatinas, tarjetas, ropa, accesorios, artículos escolares y papelería, tostadoras, televisores, otros electrodomésticos, masajeadores y equipos informáticos. Estos productos van desde objetos de mercado de masas para los productos de consumo de alta gama y coleccionables raros.
A partir de 2009, Bank of America comenzó a ofrecer Hello Kitty con temas de cuentas corrientes; el titular de la cuenta puede recibir cheques y una tarjeta de débito Visa con la cara de Kitty en él. [21] Las tarjetas de débito MasterCard han ofrecido Hello Kitty como un diseño desde 2004.
Sanrio y Fender han comercializado una serie de guitarras de Hello Kitty (las Hello Kitty Stratocaster), e incluso un avión reactor (el Hello Kitty Jet). A este último también se le llamó, en mayo de 2008, Embajador Japonés, representando al país en China y Hong Kong.
En la primavera del año 2005, Simmons Jewelry Co. y Sanrio anunció una asociación de marca joyas licencia. "Kimora Lee Simmons Hello Kitty" fue lanzado exclusivamente en Neiman Marcus precios que van desde $ 300 a $ 5000 diseñado por Kimora Lee Simmons y lanzó la colección inicial. La joyería es todo hecho a mano, que consiste en diamantes, piedras preciosas, piedras semi-preciosas, oro de 18 quilates, plata de ley, esmalte y cerámica.
En el otoño de 2008, Simmons Jewelry Co. y Sanrio debutó una colección de joyería fina y relojes llamada "Hello Kitty ® Simmons Jewelry Co." por la colección lanzada con Zales Corporation para ampliar aún más el alcance de la marca, y desarrolló accesorios para satisfacer cada ventilador Hello Kitty. Los diseños incorporan piedras preciosas de colores y plata de ley para atraer a un público joven, con precios desde los $ 50.

## Difusión

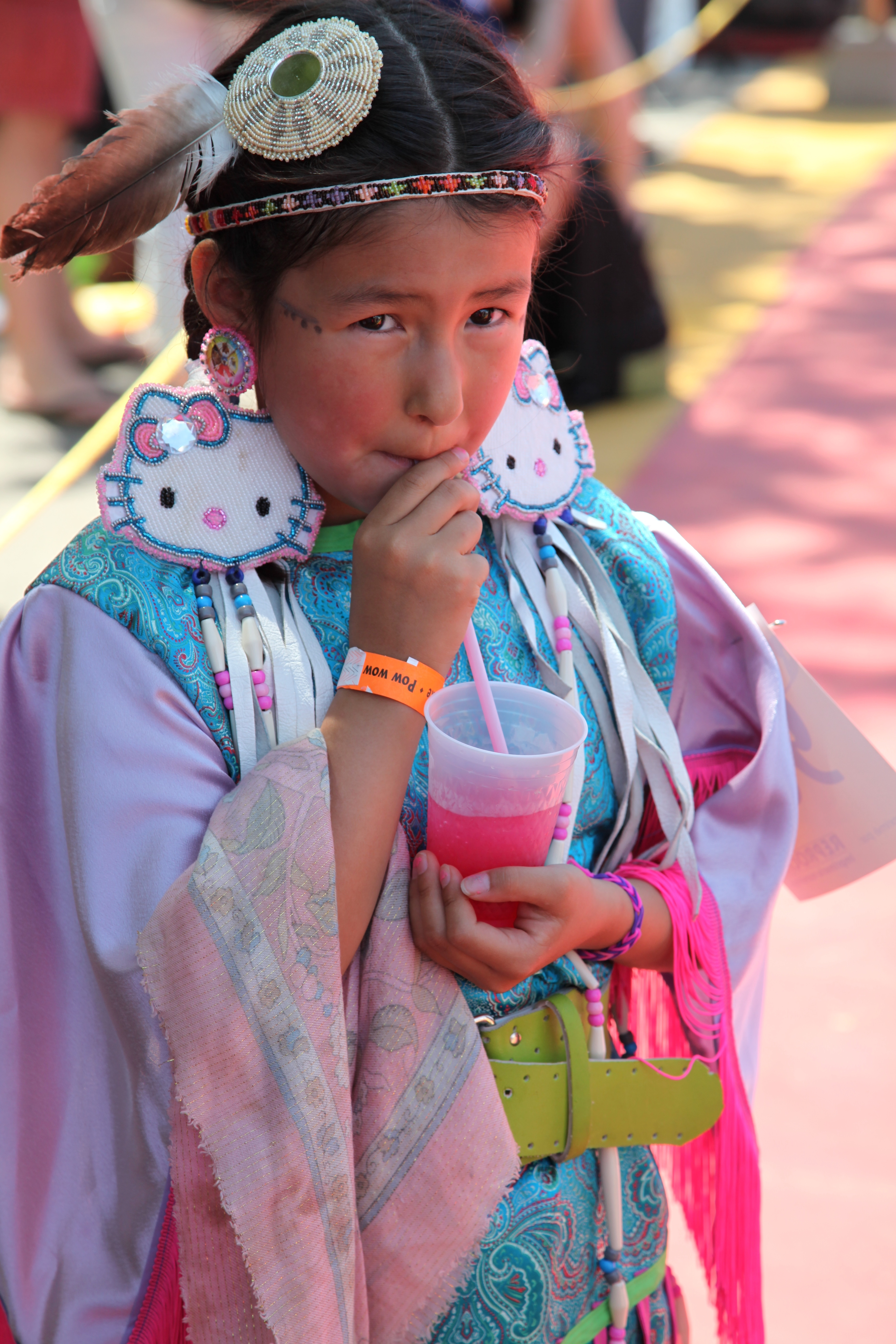
Niña canadiense con aretes de Hello Kitty complementando su atuendo tradicional

La marca ganó importancia a finales de la década de 1990 cuando varias celebridades como Mariah Carey adoptaron a Hello Kitty como una tendencia de moda. A día de hoy personajes como Paris Hilton o Steven Tyler perpetúan esta tendencia. Actualmente, España es el tercer país europeo en volumen de ventas de productos de Hello Kitty, sin contar las marcas como Oysho, H&M o Victoria Couture que reproducen su imagen con el consiguiente permiso.
En 2004 UNICEF premió a Hello Kitty con el título exclusivo de UNICEF Amigo especial de los niños.
Desde 2004, Hello Kitty aparece en una tarjeta de débito de MasterCard. La tarjeta se lanzó con el propósito de enseñar a las jóvenes cómo comprar y usar la tarjeta de débito.
En 2008, Japón nombró a Hello Kitty embajadora japonesa de turismo en China y Hong Kong. En ese mismo año Vogue Japón le dedicó un editorial de moda en el que la gatita hacía de modelo y lucía diseños exclusivos de Dior para la temporada otoño-invierno de ese año.
En el capítulo de Halloween de la serie de dibujos Homestar Runner el rey de la ciudad se disfraza de Hello Kitty. También se hace mención a la pequeña felina en series como Grey's Anatomy, Los Simpson o The Office.